# División de Leipzig

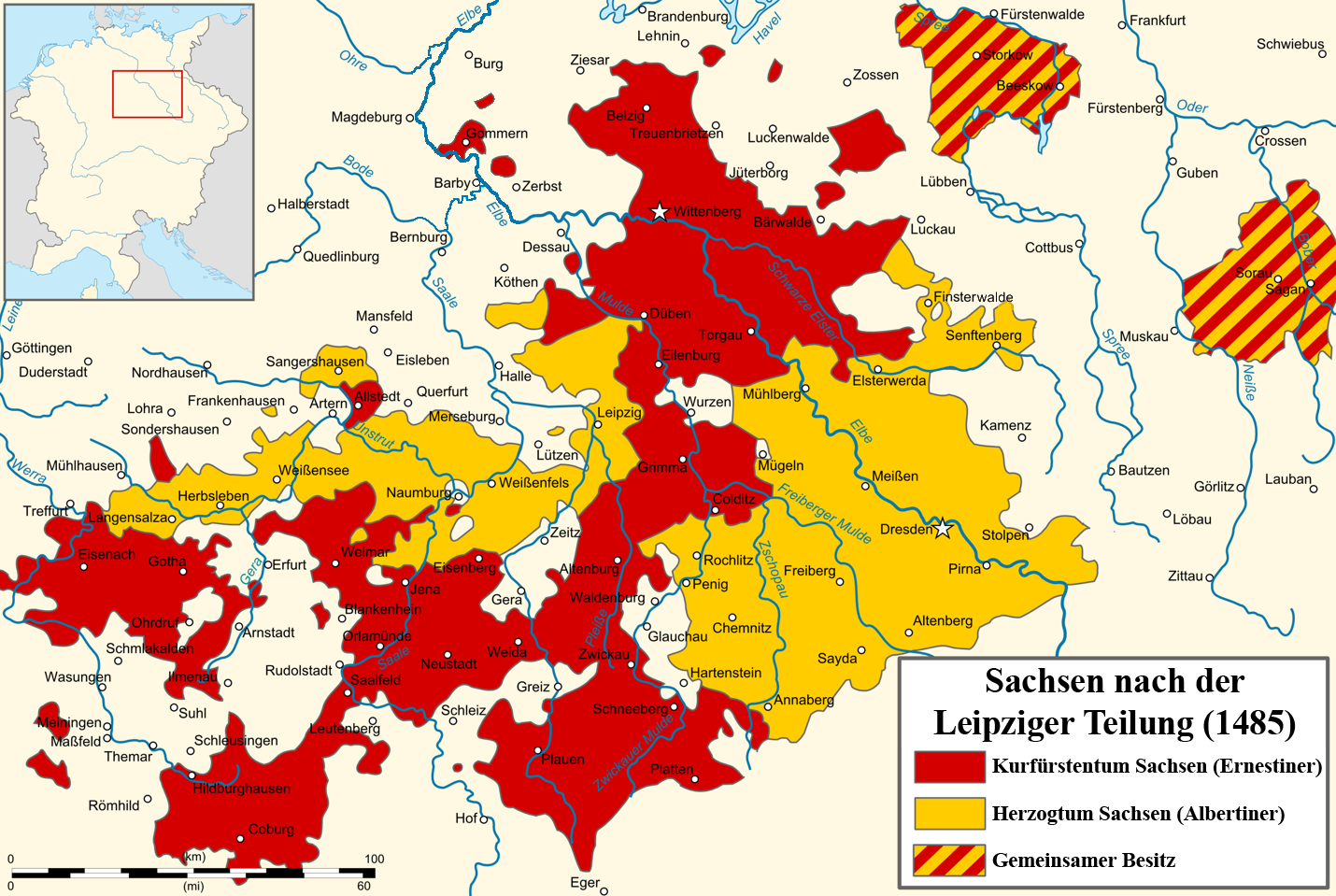
Tierras Wettin según la división de Leipzig. Las tierras electorales de Ernesto se muestran en rojo, las tierras ducales de Alberto III en amarillo

El tratado de Leipzig, división de Leipzig o partición de Leipzig (en alemán: Leipziger Teilung) fue un acuerdo suscrito el 11 de noviembre de 1485 entre el elector Ernesto de Sajonia y su hermano menor Alberto III, hijos ambos del elector Federico II de Sajonia de la Casa de Wettin. El acuerdo perpetuó la división de las tierras de Wettin entre una rama sajona y otra turingia, lo que a la larga obstruyó el desarrollo de un poder alemán central que contrapesara a Brandeburgo-Prusia.

## Historia
En 1423, el margrave Federico IV de Meissen (1370-1428), recibió el electorado de Sajonia de manos del emperador Segismundo de Luxemburgo. El Electorado —anteriormente el ducado de Sajonia-Wittenberg— junto con el margraviato de Meissen y el landgraviato de Turingia formaban el núcleo patrimonial de la casa de Wettin. Le sucedió su hijo Federico II (1412-1464), que al morir dejó que sus tierras fueron gobernadas conjuntamente por sus dos hijos Ernesto (1441-1486) y  Alberto III (1443-1500) .Tras la muerte sin descendientes de su tío Guillermo II, landgrave de Turingia (r. 1445-1482), ambos hermanos heredaron Turingia y las propiedades de los Wettin se reunieron.
Sin embargo, surgieron fricciones entre los dos durante las cuales pronto se consideró una división de responsabilidades. Al parecer, ya en 1483 y 1484 se estaban realizando comparaciones correspondientes. El 17 de junio de 1485 se negoció un primer acuerdo de partición entre los dos hermanos en Leipzig. El hijo mayor, Ernesto, recibiría las tierras electorales alrededor de Wittenberg y mantendría la dignidad electoral y haría dos partes, Meissen o Weimar. A cambio, independientemente de su elección, después de la división Alberto debía pagar a su hermano Ernesto 25.000 florines en dos cuotas anuales. Según el criterio de «yo corto, tú escoges» Alberto eligió para sí el territorio oriental del anterior margraviato de Meissen, mientras que Ernesto adquiría la mayoría de Turingia en el oeste. Se dice que Ernesto quedó decepcionado por este resultado al haber esperado gobernar las tierras alrededor de Meissen, el núcleo tradicional de la casa de Wettin desde el siglo XII, en vez de las nuevas adquisiciones.
El elector Ernesto fijó su capital en la ciudad de Wittenberg y se proclamó landgrave de Thuringia. El duque Alberto III estableció Meissen como el centro del ducado sajón albertino y se tituló margrave de Meissen.
Durante el transcurso de la Reforma protestante, las ramas ernestina y albertina de la dinastía se hallaron en bandos opuestos durante la guerra de Escamalda de 1546/1547. Aliado al vencedor, el emperador Carlos V de Habsburgo, el duque albertino Mauricio de Sajonia obtuvo Wittenberg y la dignidad electoral tras vencer a su primo ernestino Juan Federico y la firma de la capitulación de Wittenberg. Tras ello, la línea albertina gobernó el anterior mMargraviato de Meissen y el Electorado, luego reino de Sajonia. Los descendientes de Juan Federico sólo retuvieron el territorio turingio, que posteriormente fue dividido en numerosos ducados, conocidos como ducados ernestinos.
Después de la Primera Guerra Mundial, la casa de Wettin fue depuesta, y el reino sajón albertino fue convertido en el Estado Libre de Sajonia, mientras que los ducados ernestinos formaron, junto con otros cuatro estados menores, el Estado Libre de Turingia. La única excepción fue el ducado de Sajonia-Coburgo (sin Gotha), que votó anexionarse a Baviera.